# Gilberto de Borbón-Montpensier

Escudo de armas de Gilberto de Montpensier

Gilberto de Borbón-Montpensier (1443-Pozzuoli, 15 de octubre de 1496), noble francés, fue conde de Montpensier y delfín de Auvernia, conde de Clermont y virrey de Nápoles.

## Vida
Fue hijo de Luis I de Borbón-Montpensier y de Gabriela de La Tour de Auvernia.
Después de siglos, fue el primer gobernante de Auvernia en reunir todas las líneas de sangre de las ramas dinásticas del territorio: el ducado, el condado y el delfinado. Su madre era hija del conde de Auvernia, su abuela era duquesa de Auvernia y su bisabuela delfinesa de Auvernia.
Luchó en la guerra italiana de 1494-1498, siendo derrotado por Gonzalo Fernández de Córdoba en el Asedio de Atella.

## Matrimonio e hijos
El 24 de agosto de 1482 se casó con Clara Gonzaga (hija de Federico I Gonzaga), 4 años después la muerte de su padre le convirtió en conde de Montpensier, conde de Clermont-en-Auvernia y delfín de Auvernia.
De su matrimonio nacieron:
- Luisa de Borbón (1482-1561),[1] duquesa de Montpensier, casada con Andrés III de Chauvigny (1503), y después con Luis de La Roche-sur-Yon (1473-1520);
- Luis de Borbón (1483-1501), conde de Montpensier;
- Carlos de Borbón (1490-1527),[1]  duque de Borbón y condestable de Francia, casado con Susana de Borbón (1491-1521);
- Francisco de Borbón (1492–1515),[1] duque de Châtellerault;
- Renata de Borbón (1494–1539),[2] señora de Mercœur, casada con Antonio de Lorena (1489–1544);
- Ana de Borbón (1496–1510).